# John Paintsil
John Paintsil, född 15 juni 1981 i Berekum, är en ghanansk före detta fotbollsspelare som senast spelade för Maritzburg United i sydafrikanska Premier Soccer League.
Hans efternamn är Paintsil, men vid födseln registrerades han som Pantsil, vilket står i hans pass och registrering i Premier League.
Han var med i Ghanas trupp i Fotbolls-VM 2010.

## Meriter
Maccabi Tel Aviv
- Ligat ha'Al (1): 2002/2003

Hapoel Tel Aviv
- Israeliska cupen (1): 2006

Fulham
- Andra plats i UEFA Europa League: 2009/2010)

Ghana
- Afrikanska mästerskapet: Brons 2008
- Fotbolls-VM: Åttondelsfinal 2006
- Fotbolls-VM: Kvartsfinal 2010